# 이홍직 (1909년)
이홍직(李弘稙, 1909년 ~ 1970년)은 대한민국의 역사학자이다.

## 생애
1909년 경기도 이천에서 태어났다. 동경제국대학을 졸업한 후에 귀국하여 이왕직의 역사 편수 사업에 참여하였다. 광복 이후에 연희대학교와 고려대학교 사학과 교수를 역임하였고, 국사편찬위원회 위원 등을 지냈다.

## 저서

### 편저
- 〈삼국유사색인〉《역사학보》(제5집) 1953